# Berenice Rendón Talavera
Berenice Rendón Talavera (Ciudad de México, 18 de noviembre de 1956) es una diplomática mexicana. Desde 2017 se desempeña como Cónsul General de México en Denver.

## Datos biográficos y vida académica
Berenice Rendón Talavera nació en la Ciudad de México el 18 de noviembre de 1956. Es licenciada en Estudios Sociales de Extensión Universitaria de la Universidad de Harvard y cuenta con los siguientes diplomados: estudios México-Americanos en la Universidad de California, Análisis Político en la Universidad Iberoamericana, Derechos Humanos y las Relaciones Internacionales en la Universidad de las Américas de la Ciudad de México y Protección en el Marco de la Diplomacia Consular en el Instituto Matías Romero. 
Ha participado en diversos cursos: Public Diplomacy del Instituto Matías Romero y Diplo Foundation, Multilateral Conferences and Diplomacy del Instituto Matías Romero y UNITAR, International Security in a Changing World del Instituto Matías Romero, UNITAR/Stanford University. También ha impartido conferencias en la Secretaría de la Defensa Nacional (SEDENA) sobre Europa, Derecho y Práctica Consular, y Práctica Diplomática.

## Carrera diplomática
Pertenece al Servicio Exterior Mexicano desde agosto del 1977. En 2006 ascendió al cargo de Embajadora. 
Fungió como Canciller del Servicio Exterior Mexicano en el Consulado de México en Boston, Mass. (1977-1984) y en la Embajada de México en Cuba (1984-1987). Ha laborado en las Direcciones Generales de Protección y Asuntos Consulares; de Relaciones Económicas Bilaterales, y para Europa Occidental de la Secretaría de Relaciones Exteriores (1988) y como jefa del Departamento de Países Nórdicos en la Dirección General para Europa Occidental (1989). Se desempeñó como Asesora del Subsecretario para Cooperación Internacional (1989-1992), Secretaria Particular del Subsecretario “B” (1992-1994) y como Directora de Área para países del Sur y Este, en la Dirección General para Europa (1996-1997).
Posteriormente fue nombrada Cónsul Titular del Consulado de México en Brownsville, Texas (1997-2001) y Cónsul Titular encargada de la apertura del Consulado de México en Las Vegas, NV. (2001-2005). Fue Embajadora Extraordinaria y Plenipotenciaria de México en la República de El Salvador (2005-2009), Embajadora de México en Ucrania (2009-2014) y Asesora Especial en la Dirección General de Servicios Consulares (2014-2017).
Desde abril de 2017 se desempeña como Cónsul General de México en Denver. En este cargo ha promovido en el área comercial la cooperación de México tanto con el gobierno federal y estatal como con los gobiernos locales. Igualmente, a partir de una iniciativa del Gobierno mexicano firmó un acuerdo para otorgar becas a estudiantes que son ciudadanos mexicanos o de ascendencia mexicana de Community College of Denver.

## Premios y reconocimientos
- 1996: Condecoración Orden al Mérito de la República Italiana en grado de Commendatore.[5]
- 2002: Condecoración de la Secretaría de Relaciones Exteriores por 25 Años en el Servicio Exterior Mexicano.
- 2009: Condecoración José Matías Delgado, en grado de Gran Cruz Placa de Plata de la República de El Salvador.[6]